# Festival de Veneza 2024
O 81.º Festival Internacional de Cinema de Veneza ocorreu de 28 de agosto a 7 de setembro de 2024, no Lido de Veneza, na Itália. O festival teve a estreia de Beetlejuice Beetlejuice, dirigido por Tim Burton, como filme de abertura no dia 28 de agosto, enquanto o drama The American Backyard, de Pupi Avati, encerrou o evento no dia 7 de setembro.
A atriz francesa Isabelle Huppert presidiu o júri da competição principal, e a atriz e modelo italiana Sveva Alviti responsável pela apresentação das cerimônias de abertura e encerramento.
Durante o festival, o cineasta australiano Peter Weir e a atriz Sigourney Weaver foram homenageados com o Leão de Ouro pelo Conjunto da Obra.

## Jurados

### Competição principal (Venezia 81)
- Isabelle Huppert, atriz francesa - Presidente do júri
- James Gray, cineasta estadunidense
- Andrew Haigh, cineasta britânico
- Agnieszka Holland, cineasta polonesa
- Kleber Mendonça Filho, cineasta, produtor e crítico de cinema brasileiro
- Abderrahmane Sissako, cineasta mauritano
- Giuseppe Tornatore, cineasta italiano
- Julia von Heinz, cineasta alemã
- Zhang Ziyi, atriz chinesa

### Horizontes (Orizzonti)
- Debra Granik, cineasta e diretora de fotografia americana - Presidente do júri
- Ali Asgari, cineasta e produtor iraniano
- Soudade Kaadan, cineasta sírio
- Christos Nikou, cineasta grego
- Tuva Novotny, atriz e diretora sueca
- Gábor Reisz, cineasta húngaro
- Valia Santella, cineasta italiana

### PrêmioLuigi de Laurentisde filme de estreia
- Gianni Canova, crítico de cinema italiano e reitor da Universidade IULM de Milão - Presidente do júri
- Ricky D'Ambrose, cineasta americano
- Barbara Paz, atriz, cineasta, artista visual e produtora brasileira
- Taylor Russell , atriz canadense
- Jacob Wong, curador do festival de cinema de Hong Kong e diretor de mercado de projetos

### Clássicos de Veneza
- Renato De Maria, cineasta italiano - Presidente do júri

### Veneza Imersiva
- Celine Daemen, diretora holandesa de arte transdisciplinar - Presidente do júri
- Marion Burger, designer de produção e diretora francesa
- Adriaan Lokman, artista holandês

## Seleção oficial

### Em competição
Os seguintes longa-metragem foram selecionados a principal competição internacional:
| Título em inglês              | Título Original          | Diretor(es)                        | País(es) de Produção                                  |
| ----------------------------- | ------------------------ | ---------------------------------- | ----------------------------------------------------- |
| And Their Children After Them | Leurs enfants après eux  | Ludovic e Zoran Boukherma          | França                                                |
| April                         | April                    | Dea Kulumbegashvili                | Geórgia, França, Itália                               |
| Babygirl                      | Babygirl                 | Halina Reijn                       | Estados Unidos                                        |
| Battlefield                   | Campo di Battaglia       | Gianni Amelio                      | Itália                                                |
| The Brutalist                 | The Brutalist            | Brady Corbet                       | Estados Unidos, Reino Unido, Hungria                  |
| Diva Futura                   | Diva Futura              | Giulia Steigerwalt                 | Itália                                                |
| Harvest                       | Harvest                  | Athina Rachel Tsangari             | Reino Unido, Alemanha, Grecia, França, Estados Unidos |
| I’m Still Here                | Ainda Estou Aqui         | Walter Salles                      | Brasil, França                                        |
| Joker: Folie à Deux           | Joker: Folie à Deux      | Todd Phillips                      | Estados Unidos                                        |
| Kill the Jockey               | El jockey                | Luis Ortega                        | Argentina, Espanha                                    |
| Love                          | Kjærlighet               | Dag Johan Haugerud                 | Noruega                                               |
| Maria                         | Maria                    | Pablo Larraín                      | Itália, Alemanha                                      |
| The Order                     | The Order                | Justin Kurzel                      | Canadá                                                |
| Queer                         | Queer                    | Luca Guadagnino                    | Itália, Estados Unidos                                |
| The Quiet Son                 | Jouer Avec le Feu        | Delphine e Muriel Coulin           | França                                                |
| The Room Next Door            | La habitación de al lado | Pedro Almodóvar                    | Espanha                                               |
| Sicilian Letters              | Iddu                     | Fabio Grassadonia e Antonio Piazza | Itália, França                                        |
| Stranger Eyes                 | 默视录                   | Yeo Siew Hua                       | Cingapura, Taiwan, França, Estados Unidos             |
| Three Friends                 | Trois Amies              | Emmanuel Mouret                    | França                                                |
| Vermiglio                     | Vermiglio                | Maura Delpero                      | Itália, França, Bélgica                               |
| Youth (Homecoming)            | 青春（归）               | Wang Bing                          | França, Luxemburgo, Holanda                           |

## Prêmios oficiais
Na 81.ª edição foram entregues os seguintes prémios oficiais:

### Competição principal (Venezia 81)
- Leão de Ouro: The Room Next Door de Pedro Almodóvar
- Grande Prêmio do Júri: Vermiglio de Maura Delpero
- Prêmio Especial do Júri: April de Dea Kulumbegashvili
- Leão de Prata: Brady Corbet por The Brutalist
- Coppa Volpi de Melhor Atriz: Nicole Kidman por Babygirl
- Coppa Volpi de Melhor Ator: Vincent Lindon por The Quiet Son
- Osella de Ouro de Melhor Roteiro: Murilo Hauser e Heitor Lorega por Ainda Estou Aqui
- Prêmio Marcello Mastroianni: Paul Kircher por And Their Children After Them
- Leão de Ouro pelo conjunto da obra: Peter Weir e Sigourney Weaver